# 布村幸彦
布村 幸彦（ぬのむら ゆきひこ、1955年2月15日 - ）は、日本の文部科学官僚。公益財団法人東京オリンピック・パラリンピック競技大会組織委員会において副事務総長を務めた。

## 来歴
富山県富山市出身。富山県立富山高等学校を経て、1978年に東京大学法学部を卒業し、文部省に入省。同期に合田隆史、藤木完治（入庁は科学技術庁）、1年後輩に前川喜平がいる。文部科学省大臣官房審議官（初等中等教育局担当）、スポーツ・青少年局長、初等中等教育局長、高等教育局長を歴任。東京オリンピック・パラリンピックの招致活動にも尽力した。2014年、公益財団法人東京オリンピック・パラリンピック競技大会組織委員会副事務総長に就任。東京オリンピック・パラリンピック競技大会組織委員会 事務総長の武藤敏郎をサポートした。
小学生時代は少年野球に取り組む。中学校、高校ではバスケットボール部。東京大学では野球やバスケットボールに打ち込む。文部省野球部、文部省ソフトボール部、文部省バレーボール部に所属。東京オリンピック・パラリンピック競技大会組織委員会の野球部、バスケットボール部、ボッチャ部にも所属した。文部科学省スポーツ・青少年局長だった2011年、サッカー女子ワールドカップの決勝戦を現地のフランクフルトで生観戦した。

## 五輪組織委副事務総長としての活動
- 2019年、韓国の大韓障害者体育会が東京パラリンピックのメダルデザインについて「旭日旗を連想させる」と指摘したことについて「デザインが旭日旗を連想するという指摘は全く当たらない」と反論した[3]。

- 新型コロナウイルスの感染拡大が終息していなかった2021年5月、東京五輪の聖火リレーによる感染拡大を心配した長崎幸太郎山梨県知事が「スポンサーが人を寄せてしまうやり方はいかがなものか」と発言したことを受け、「聖火リレーはパートナー企業の協賛金があって成り立っている。音量を下げ、グッズ配布もランナーに関係あるものに限るなど配慮している。理解いただきたい」と電話をした。感染拡大が終息しない中での聖火リレー強行に世論の批判が高まる中で布村の電話は「高圧的」との非難を招き、布村は県側に謝罪した[4]。

## 主な役職
- 東京オリンピック・パラリンピック競技大会組織委員会 副事務総長
- 東京オリンピック・パラリンピック競技大会組織委員会 常務理事